# Limão (distrito de São Paulo)
Limão é um distrito situado na Zona Norte do município de São Paulo e pertence à Prefeitura Regional da Casa Verde/Cachoeirinha.
Os bairros do distrito do Limão são: Bairro do Limão; Jardim Pereira Leite; Jardim das Graças; Vila Barbosa; Vila Siqueira; Vila Carolina; Vila Cristo Rei; Vila Diva; Vila Prado; Vila Santista; Jardim São Luís; Vila Caroline; Vila Santa Maria; Sítio do Morro; Jardim Tabor; Vila Morro Alto; Jardim Primavera; Casa Verde Alta; Chácara Morro Alto; Vila Marisbela; Jardim Marina; Vila Espanhola;

## História
Em meados do século XIX a região que compreende o bairro do Limão e adjacências era ocupado por sítio e chácaras. Nessa época, contam os antigos que foi encontrado um pé de limão bravo bem na divisa com a Freguesia do Ó, daí o nome de Bairro do Limão. Foi somente em 1921 que o bairro começou a ser loteado. Entretanto foi apenas na década de 30, entretanto, é que se intensificou a instalação das primeiras famílias no bairro.
Logo depois o bairro do Limão começou a se desenvolver e, em 1939 era criada a Paróquia de Santo Antônio do Limão. Foi em 1935 que chegou a primeira linha de ônibus, que saia da Barra Funda e ia até a Vila Santa Maria, passando pelo Limão. Já em 1964, a ampliação de uma linha já existente, passou a ligar o bairro ao Jardim Paulista.
Pela lei 8.092, de 28 de fevereiro de 1964, o Limão passou a ser o 44º subdistrito do município de São Paulo, mas foi instalado somente em 17 de janeiro de 1965. Outro item que trouxe benefícios ao bairro foi a Sociedade Amigos do Bairro do Limão, fundada em 1953.
A área deste subdistrito é de aproximadamente 5 quilômetros quadrados e abrange várias vilas como: Vila Munhoz, Vila Barbosa, Vila Carbone, Vila Carolina, Vila Cristo Rei, Vila Diva, Vila Espanhola, Jardim das Graças, Vila Itapeva, Bairro do Limão, Sítio do Morro, Jardim Pereira Leite, Vila Prado, Jardim Primavera, Vila Santa Cândida, Vila Santa Maria, Parque São Luís, Vila Siqueira. A mais antiga do subdistrito é a Vila Santa Maria, de 1930. As demais vilas surgiram nas décadas de 50 e 60.
O aniversário do bairro, antes comemorado em 13 de novembro, é atualmente comemorado em 1º de outubro. Bairro de classe média e com grande atividade industrial[carece de fontes?], foi muito valorizado após a construção da nova sede do jornal O Estado de São Paulo e do hipermercado Carrefour.

## Demografia
Evolução demográfica do distrito do Limão

## Distritos limítrofes
- Cachoeirinha (Norte)
- Casa Verde (Leste)
- Barra Funda (Sul)
- Freguesia do Ó (Oeste)